# Velodromo Sempione
Il velodromo Sempione fu una struttura polisportiva della città di Milano.
Ospitò diverse manifestazioni di diverse discipline sportive tra cui ciclismo, rugby (Sport Club Italia) e calcio, come le gare interne di Milan e Unione Sportiva Milanese, nonché alcune partite della Nazionale italiana.

## Caratteristiche

Un disegno del progetto originale per la costruzione del Velodromo Sempione (1913).

La struttura aveva due tribune coperte di legno sui rettifili e due gradinate di curva in cemento. Fungeva sia da velodromo che da campo per sport di squadra (calcio, rugby, ecc.).

## Storia
Con l'avvenuta demolizione del vecchio ciclodromo in legno di Via Argelati Milano era rimasta senza una pista per le corse ciclistiche.
A sopperire alla grave carenza di impianti ciclistici fu il mecenate milanese Carlo De Vecchi, il quale, lanciata una imponente sottoscrizione pubblica raccogliendo circa 150 000 lire, realizzò il velodromo Sempione nel 1914.
L'impianto ospitò manifestazioni di ogni genere, tra cui il giro di Lombardia, le corse degli stayer e le partite di rugby casalinghe della squadra dello Sport Club Italia (sezione rugby), celebre polisportiva milanese del passato.

Foto di una delle prime partite del campionato di basket al Velodromo Sempione di Milano.

Questa struttura ospitò anche il calcio, come le partite dell'Unione Sportiva Milanese negli anni venti e quelle del Milan dal novembre 1914 al marzo 1919.
Il Milan lasciò il campo Milan di Porta Monforte nel 1914 per trasferirsi al velodromo. Il primo incontro dei rossoneri su tale campo di gioco avvenne il 31 maggio 1914 con l'amichevole Milan-Phoenix F.C. 3-3.
Anche la Nazionale italiana di calcio utilizzò il terreno di gioco del velodromo Sempione per alcune partite:
- Italia-Francia 9-4, amichevole del 18 gennaio 1920;
- Italia-Austria 3-3, amichevole del 15 gennaio 1922.

La demolizione della struttura fu iniziata ai primi di marzo del 1930 ed il suo posto fu idealmente preso dal velodromo Vigorelli, costruito nel 1935 poco lontano da dove un tempo si trovava il velodromo Sempione.

## Eventi

### Calcio

#### Incontri della nazionale italiana
Il Velodromo Sempione è stato sede di due incontri amichevoli della nazionale di calcio dell'Italia: il primo, disputato il 18 gennaio 1920 contro la Francia e terminato con il punteggio di 9-4 in favore degli Azzurri; il secondo, giocato il 15 gennaio 1922 contro l'Austria e terminato con il punteggio di 3-3.

## Galleria d'immagini

Ciclismo al Velodromo Sempione
Rugby: Sport Club Italia contro il PUC di Parigi
Calcio: Italia-Francia 9-4